# ブラクストン・ヒックス収縮
ブラクストン・ヒックス収縮（英: Braxton Hicks Contractions）または前駆陣痛（ぜんくじんつう）は、偽陣痛（ぎじんつう）としても知られ、妊娠中に散発的に起こる子宮収縮である。妊娠初期に始まることもあるが、一般的には妊娠20週以降まで感じられない。前駆陣痛は妊娠の正常な過程の一部であり、一般的に出産が近づくにつれてより一般的になる。
不快感はあるものの、痛みは通常腹部の前部にのみに感じられる。1日に数回発生し、30秒間程続く。陣痛とは異なり、時間の経過とともに痛みが強くなったり、頻度が増えたり、長時間続いたりすることはない。水分補給や安静にすることで症状が治まることもある。
原因は不明である。運動、満杯の膀胱、脱水などによって引き起こされることがある。診断は、子宮頸管が拡張しておらず子宮の一部のみが収縮していることを確認する膣検査により裏付けられる。ブラクストン・ヒックス収縮は、西洋医学において最初にこれら状態を説明したイギリス人医師のジョン・ブラクストン・ヒックスにちなんで名付けられた。